# Isochariesthes euchromoides
Isochariesthes euchromoides là một loài bọ cánh cứng trong họ Cerambycidae.